# Saint-Jean-d'Ardières
Saint-Jean-d'Ardières és un municipi francès situat al departament del Roine i a la regió d'Alvèrnia-Roine-Alps. L'any 2007 tenia 2.749 habitants.

## Demografia

### Població
El 2007 la població de fet de Saint-Jean-d'Ardières era de 2.749 persones. Hi havia 1.024 famílies de les quals 209 eren unipersonals (96 homes vivint sols i 113 dones vivint soles), 313 parelles sense fills, 424 parelles amb fills i 78 famílies monoparentals amb fills.
La població ha evolucionat segons el següent gràfic:
Habitants censats

### Habitatges
El 2007 hi havia 1.115 habitatges, 1.023 eren l'habitatge principal de la família, 28 eren segones residències i 64 estaven desocupats. 871 eren cases i 239 eren apartaments. Dels 1.023 habitatges principals, 694 estaven ocupats pels seus propietaris, 308 estaven llogats i ocupats pels llogaters i 21 estaven cedits a títol gratuït; 11 tenien una cambra, 49 en tenien dues, 148 en tenien tres, 301 en tenien quatre i 514 en tenien cinc o més. 819 habitatges disposaven pel capbaix d'una plaça de pàrquing. A 433 habitatges hi havia un automòbil i a 508 n'hi havia dos o més.

### Piràmide de població
La piràmide de població per edats i sexe el 2009 era:
| Homes | Edats   | Dones |
| ----- | ------- | ----- |
| 0     | 95 o +  | 4     |
| 8     | 90 a 94 | 8     |
| 8     | 85 a 89 | 12    |
| 8     | 80 a 84 | 8     |
| 24    | 75 a 79 | 36    |
| 44    | 70 a 74 | 32    |
| 76    | 65 a 69 | 60    |
| 44    | 60 a 64 | 80    |
| 44    | 55 a 59 | 44    |
| 84    | 50 a 54 | 88    |
| 100   | 45 a 49 | 80    |
| 108   | 40 a 44 | 100   |
| 76    | 35 a 39 | 112   |
| 64    | 30 a 34 | 64    |
| 68    | 25 a 29 | 52    |
| 52    | 20 a 24 | 33    |
| 84    | 15 a 19 | 96    |
| 96    | 10 a 14 | 104   |
| 80    | 5 a 9   | 84    |
| 56    | 0 a 4   | 64    |

## Economia
El 2007 la població en edat de treballar era de 1.771 persones, 1.309 eren actives i 462 eren inactives. De les 1.309 persones actives 1.179 estaven ocupades (640 homes i 539 dones) i 129 estaven aturades (56 homes i 73 dones). De les 462 persones inactives 138 estaven jubilades, 178 estaven estudiant i 146 estaven classificades com a «altres inactius».

### Ingressos
El 2009 a Saint-Jean-d'Ardières hi havia 1.138 unitats fiscals que integraven 3.107 persones, la mediana anual d'ingressos fiscals per persona era de 17.903 €.

### Activitats econòmiques
Dels 184 establiments que hi havia el 2007, 2 eren d'empreses extractives, 4 d'empreses alimentàries, 2 d'empreses de fabricació de material elèctric, 17 d'empreses de fabricació d'altres productes industrials, 28 d'empreses de construcció, 74 d'empreses de comerç i reparació d'automòbils, 7 d'empreses de transport, 8 d'empreses d'hostatgeria i restauració, 2 d'empreses d'informació i comunicació, 3 d'empreses financeres, 5 d'empreses immobiliàries, 17 d'empreses de serveis, 4 d'entitats de l'administració pública i 11 d'empreses classificades com a «altres activitats de serveis».
Dels 45 establiments de servei als particulars que hi havia el 2009, 7 eren tallers de reparació d'automòbils i de material agrícola, 2 tallers d'inspecció tècnica de vehicles, 1 autoescola, 4 paletes, 4 guixaires pintors, 4 fusteries, 6 lampisteries, 5 electricistes, 1 empresa de construcció, 2 perruqueries, 7 restaurants, 1 agència immobiliària i 1 tintoreria.
Dels 8 establiments comercials que hi havia el 2009, 1 era un supermercat, 1 una fleca, 1 una carnisseria, 2 botigues d'equipament de la llar, 2 botigues de material esportiu i 1 un drogueria.
L'any 2000 a Saint-Jean-d'Ardières hi havia 44 explotacions agrícoles que ocupaven un total de 416 hectàrees.

## Equipaments sanitaris i escolars
L'únic equipament sanitari que hi havia el 2009 era una farmàcia.
El 2009 hi havia 1 escola maternal i 1 escola elemental.

## Poblacions més properes
El següent diagrama mostra les poblacions més properes.